# Virtuellt tangentbord

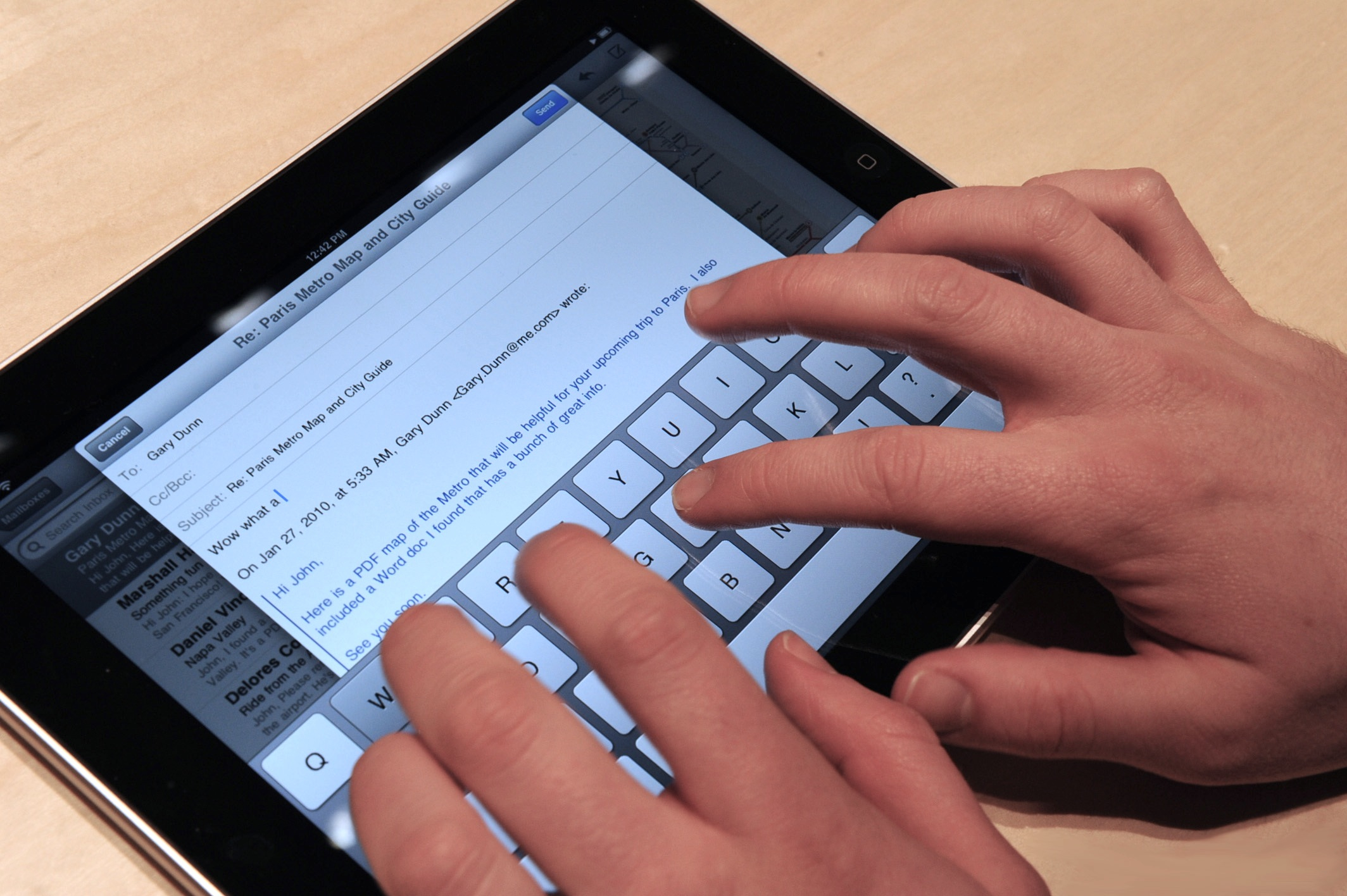
Virtuellt tangentbord i en surfplatta.

Ett virtuellt tangentbord är en programvara som låter en användare att använda alternativa metoder för att skriva tecken istället för att använda knappar på ett fysiskt tangentbord.
Många smartphones har virtuella tangentbord där tecken matas in genom en så kallad tryckplatta som även utgör telefonens bildskärm.

## Populära tangentbord för android
Det finns många olika virtuella tangentbord för Android. De flesta av dessa hittar man på Android Market.
- Swiftkey X
- SlideIT
- Swype
- TouchPal
- Better Keyboard